# Sankarpur (Darchula)
Sankarpur (nepalski: धौलाकोट) – gaun wikas samiti w zachodniej części Nepalu w strefie Mahakali w dystrykcie Darchula. Według nepalskiego spisu powszechnego z 2001 roku liczył on 541 gospodarstw domowych i 2996 mieszkańców (1542 kobiet i 1454 mężczyzn).